# Apeadeiro de Viana
O Apeadeiro de Viana, originalmente denominado de Vianna, e também conhecido como Viana do Alentejo, é uma interface encerrada da Linha do Alentejo, que servia a localidade de Viana do Alentejo, no distrito de Évora, em Portugal.

## História

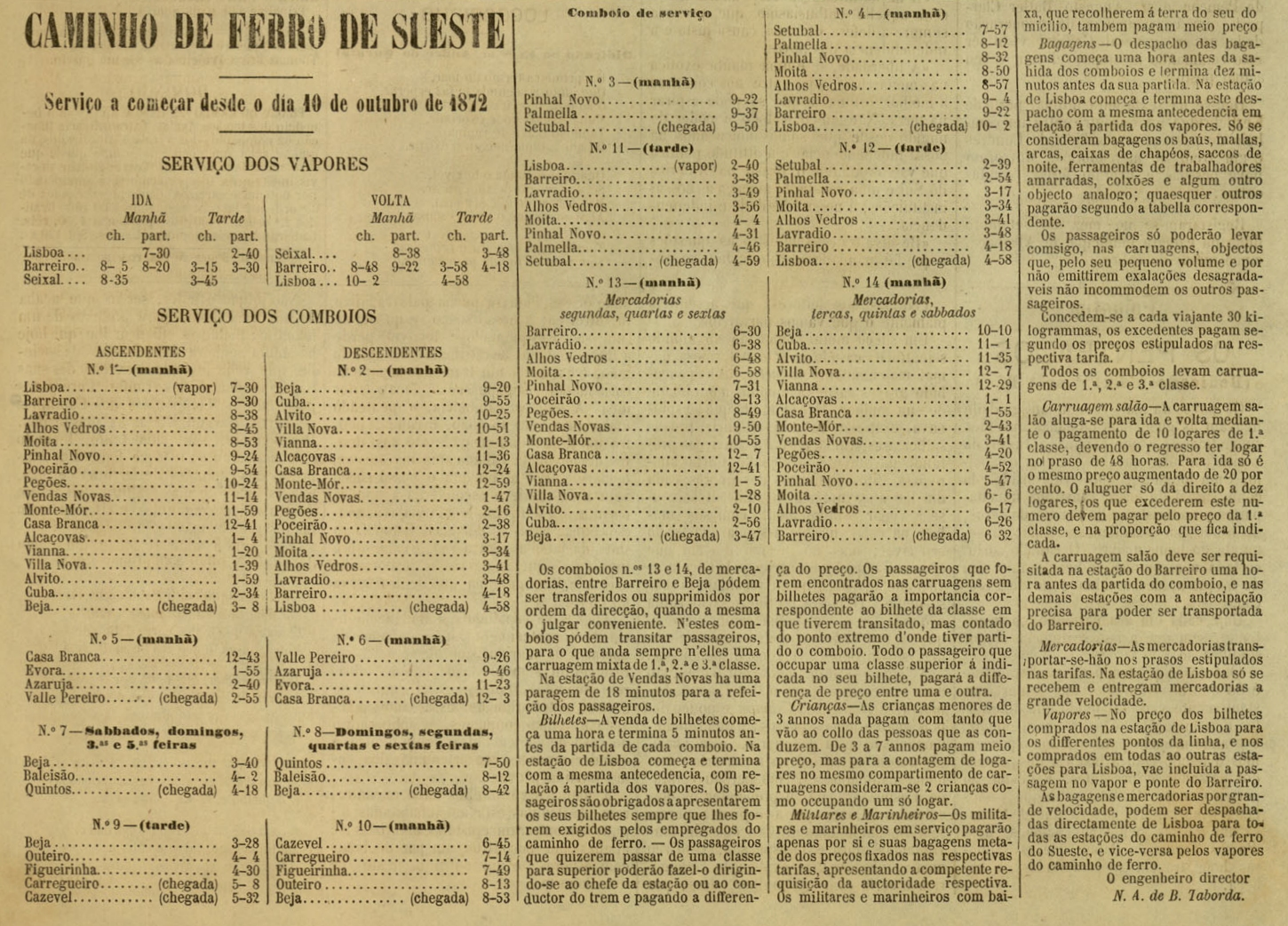
Horários dos vapores para a margem Sul e dos comboios no Alentejo, em 1872. Esta interface aparece com a denominação antiga, Vianna.

Este apeadeiro encontra-se no troço entre Casa Branca e Beja da Linha do Sul, que abriu à exploração em 15 de Fevereiro de 1864.
Em 1913, existiam serviços de diligências entre a estação e a localidade de Viana do Alentejo.
Em 1932, a Companhia dos Caminhos de Ferro Portugueses realizou obras de melhoramento na toma de água desta interface, que nessa altura apresentava a denominação de Viana do Alentejo. Em 1934, a comissão administrativa do Fundo Especial de Caminhos de Ferro autorizou a realização de obras, de forma a modificar as rasantes das linhas nesta interface.